# Захаров, Никита Владимирович
Никита Владимирович Захаров (14 июня 1987, Дмитров) — российский бобслеист (ранее — саночник), пилот, в составе сборной России с 2006 года, участник Олимпийских игр в Сочи 2014 года.
Неоднократный призёр чемпионатов России, победитель кубков и первенств России. Призёр и победитель этапов кубков Европы и Америки в 2-х- и 4-хместных экипажах. Призёр Чемпионатов мира среди юниоров, 2-е место в четверках (Санкт-Мориц, Швейцария, 2010 г. и Иглс, Австрия, 2012), 3-е место в четверках и 4-е место в двойках (Солт-Лейк-Сити, США, 2011 г.). Участник Чемпионата Европы г. Альтенберг (Германия) и чемпионата Мира г. Лейк-Плэсид (США) 2012 г.
Мастер спорта России. Место проживания: Дмитров, Московская область. Выступает за ЦСКА, г. Москва
Тренер: Щегловский А. В. и Соколов О. Г.

## Спортивная биография
Спортом начал заниматься в 1999 г., занимался санным спортом 7 лет, первый тренер Истарова О. А., достиг разряда КМС (одноместные сани), призёр первенств и кубков России по санному спорту.
Перешёл в бобслей в 2006 г. Пилот двухместных и четырёхместных экипажей.